# Biloli
Biloli är en ort i Indien.   Den ligger i distriktet Nanded och delstaten Maharashtra, i den centrala delen av landet, 1 100 km söder om huvudstaden New Delhi. Biloli ligger 371 meter över havet och antalet invånare är 14 716.
Terrängen runt Biloli är platt. Runt Biloli är det tätbefolkat, med 286 invånare per kvadratkilometer. Närmaste större samhälle är Dharmābād, 18,5 km nordost om Biloli. Omgivningarna runt Biloli är en mosaik av jordbruksmark och naturlig växtlighet.